# بیتلنهایم
بیتلنهایم (به فرانسوی: Bietlenheim) یک کمون در فرانسه با جمعیت ۲۸۲ نفر است که در Canton of Brumath واقع شده‌است.